# Bigoudine
Bigoudine (en àrab بيگودين, Bīgūdīn; en amazic ⴱⵉⴳⵓⴷⵉⵏ) és una comuna rural de la província de Taroudant, a la regió de Souss-Massa, al Marroc. Segons el cens de 2014 tenia una població total de 5.131 persones.